# Unicorns (film)
Unicorns è un film del 2023 diretto da Sally El Hosaini e James Krishna Floyd. 

## Trama
Luke è un ventiseienne dell'Essex che lavora come meccanico con il padre e si occupa da solo del figlio Jamie dopo essere stato lasciato dalla compagna Emma. Una sera incontra in un locale Aysha: tra i due c'è chimica, ma solo dopo averla baciata Luke si accorge che Aysha è in realtà una drag queen. Confuso, Luke lascia il locale.
Aysha lo va a trovare all'officina qualche giorno dopo, chiedendogli di fare da autista per lei e le amiche. Dato che ha bisogno di soldi per portare il figlio a Disneyland, Luke acconsente e, dopo la prima serata, accetta di fare regolarmente da autista ad Aysha, accompagnandola alle feste in cui viene pagata per danzare. Con il passare del tempo il rapporto tra i due si fa sempre più stretto, tanto che quando Emma torna nella sua vita, Luke rifiuta di rimettersi insieme. Una sera Aysha invita Luke a casa e i due hanno un rapporto sessuale. 
La mattina dopo però Aysha viene aggredita con l'acido, rimanendo sfregiata in volto. Durante la degenza in ospedale rifiuta di vedere Luke e, dopo essere stata dimessa, torna a casa dai suoi a Manchester. Tornando in seno alla famiglia (immigrati musulmani dall'India), Aysha abbandona gli abiti e il trucco da drag queen per tornare ad essere semplicemente Ashiq. Solo il fratello Hammand conosce e accetta la natura di Ashiq (avendo anche provato ad avvertirlo dei rischi che corre tempo prima), mentre la madre, che gli è legatissima, rifiuta di affrontare l'argomento.
Dato che Aysha non risponde alle sue chiamate, Luke la va a trovare a Manchester. Nonostante la diffidenza della famiglia, Luke riesce a incontrare Ashiq, che ha internalizzato il trauma e crede di essersi meritato l'aggressione. Ashiq dice a Luke di essere pronto a rinunciare definitivamente ad Aysha e lo lascia.
Prima di andarsene, Luke regala ad Ashiq un rossetto e, dopo qualche esitazione, il ragazzo ricomincia a truccarsi. Qualche tempo dopo si ripresenta all'officina di Luke, questa volta come Aysha, e i due si baciano.

## Promozione
Il primo trailer del film è stato diffuso il 13 maggio 2024.

## Distribuzione
Il film è stato presentato in anteprima mondiale l'8 settembre 2023 al Toronto International Film Festival, prima di essere distribuito nelle sale britanniche il 5 luglio 2024.

## Accoglienza
L'aggregatore di recensioni Rotten Tomatoes riporta un indice di gradimento del 95% a fronte di 21 critiche.